# Теория Печчеи — Квинн
Тео́рия Печче́и — Квинн в физике элементарных частиц — самое известное решение сильной CP-проблемы, то есть экспериментально наблюдаемого отсутствия нарушений CP-инвариантности в квантовой хромодинамике (КХД). Теория предложена в 1977, её авторы — Роберто Печчеи и Хелен Квинн. Механизм Печчеи — Квинн сводится к постулированию новой глобальной U(1)-симметрии. 
Лагранжиан КХД может содержать так называемый θ-член, пропорциональный произведению напряжённостей глюонного поля и некоторой безразмерной константе θ. Этот член не нарушает перенормируемость КХД, однако нарушает CP-инвариантность, чего в действительности не наблюдается (например, в экспериментах по поиску электрического дипольного момента нейтрона). Печчеи и Квинн обнаружили, что если предположить наличие у лагранжиана КХД вышеуказанной глобальной U(1)-симметрии, соответствующей киральным преобразованиям кварковых полей, то из-за аномалии в дивергенции аксиального тока это приводит к возникновению в эффективном лагранжиане дополнительного члена, имеющего ту же структуру, что и θ-член. Постоянный множитель θ′ в нём безразмерен и пропорционален углу поворота кварковых полей. Для случая, когда все фермионы КХД (то есть кварки) обладают нулевыми массами, все процессы происходят одинаковым образом при любом значении фазы θ′ — поворот всех полей в дополнительном пространстве симметрии U(1) оператором exp(iθ′) на угол θ′ не приводит к экспериментально наблюдаемым последствиям. Это можно описать как существование бесконечного числа вырожденных вакуумов, отличающихся только значением θ′. Однако при появлении у кварков массы, вызываемого тем или иным динамическим механизмом (в частности, механизмом Хиггса) дополнительный член становится таким, чтобы в результирующем лагранжиане в точности скомпенсировать θ-член (то есть фаза θ эффективно становится равной нулю). Таким образом, выбор CP-сохраняющего значения θ = 0 происходит динамически, как следствие принципа минимального действия, а не случайно.
Существование глобальной симметрии Печчеи — Квинн U(1)PQ приводит к возможности её спонтанного нарушения, в результате которого должен с необходимостью появляться (псевдо)голдстоуновский бозон. Частица, которая должна появляться в результате нарушения U(1)PQ, получила название аксион. Она предсказана в 1978 году независимо Фрэнком Вильчеком и Стивеном Вайнбергом. На 2020 год аксионы остаются гипотетическими, экспериментально не наблюдавшимися частицами, однако они являются одним из наиболее предпочтительных решений проблемы тёмной материи, и их поиску посвящены сотни экспериментальных работ.